# The Ting Tings
The Ting Tings je anglická popová skupina, která vznikla v roce 2006 v Salfordu. Je tvořena pouze dvěma členy: Katie White (zpěv, kytara, bicí) a Julesem De Martinem (zpěv, bicí). Pozornost na sebe strhli koncem roku 2007, a to díky dvojici singlů „Great DJ“ a „That's Not My Name“. Debutové album We Started Nothing vydané 19. května 2008 na Columbia Records se dostalo na první místo britské hitparády stejně jako singl „That's Not My Name".
Před založením The Ting Tings působila Katie White v dívčí skupině TKO, Jules De Martino začínal v kapele Babakoto. Jejich popularita rychle stoupala vystupováním na malých parties v Salfordu, a tak koncem roku 2007 podepsali smlouvu s Columbia Records, aby vzápětí vydali singly „That's Not My Name/Great DJ" a „Fruit Machine". V červnu 2008 si zahráli na Glastonbury, koncem srpna byl klip „Shut Up and Let Me Go“ nominován na nejlepší video v rámci MTV Video Music Awards.
Hit „That's Not My Name“ byl použit v české reklamě mobilního operátora T-Mobile. Později byl použit i hit Be The One.
Kapela má na svém kontě zatím jedno studiové album s názvem We Started Nothing vydané v květnu 2008. Druhé studiové album s názvem Sounds From Nowheresville po dlouhých odkladech vychází v Británii 27. února 2012, v USA poté v březnu.
Dvojice započala práce na třetím studiovém albu v listopadu 2012.

## Diskografie

### Studiová Alba
- 2008 – We Started Nothing
- 2012 - Sounds From Nowheresville
- 2014 - Super Critical

### Singly
- 2007 – „That's Not My Name/Great DJ"
- 2007 – „Fruit Machine"
- 2008 – „Great DJ" (re-edice)
- 2008 – „That's Not My Name" (re-edice)
- 2008 – „Shut Up and Let Me Go"
- 2008 – „Be the One"
- 2009 - „We Walk"
- 2010 - „Hands"
- 2012 - „Hang It Up"
- 2012 - „Hit Me Down Sonny"